# دلشاد منصورف
دلشاد منصورف (به ازبکی: Dilshod Mansurov) (زادهٔ ۱۲ دسامبر ۱۹۸۳) کشتی‌گیر پیشین اهل ازبکستان در دسته‌های ۵۵ و ۶۰ کیلوگرم کشتی آزاد است. او برندهٔ دو مدال طلا (۲۰۰۳، ۲۰۰۵) و یک برنز (۲۰۰۹) از مسابقات قهرمانی کشتی جهان و نیز سه مدال طلای بازی‌های آسیایی (۲۰۰۲ ، ۲۰۰۶ و ۲۰۱۰) است. او همچنین قهرمان مسابقات قهرمانی کشتی آسیا در سال ۲۰۰۵ است. او ملی‌پوش دستهٔ ۵۵ کیلوگرم ازبکستان و از امیدهای کسب مدال در دو دورهٔ بازی‌های المپیک ۲۰۰۴ آتن و ۲۰۰۸ پکن بود که با قرارگیری در مقام‌های دهم و پنجم به مدال المپیک نرسید.
منصورف قهرمان کشتی جهان در سال‌های ۲۰۰۳ و ۲۰۰۵ و قهرمان سه دورهٔ بازی‌های آسیایی ۲۰۰۲ و ۲۰۰۶ و ۲۰۱۰ است. او در بازی‌های آسیایی ۲۰۰۲ بوسان همه رقبای خود را با امتیاز ۱۰ بر صفر شکست داد.
او در المپیک ۲۰۰۴ در مقام دهم و در المپیک ۲۰۰۸ در مقام پنجم قرار گرفت.
منصورف در فصل ۱۳۸۷ برای تیم گراد تهران در لیگ برتر کشتی آزاد ایران مسابقه می‌داد.